# Wojciech Cyruliczek
Wojciech Zygmunt Cyruliczek (ur. 17 marca 1942 w Złoczowie, zm. 25 kwietnia 2020 w Wołowie) – polski lekkoatleta, specjalizujący się w biegach sprinterskich. Przez ponad 20 lat sprawował funkcję sędziego penitencjarnego w Zakładzie karnym we Wronkach.

## Osiągnięcia
- Mistrzostwa Polski seniorów w lekkoatletyce (2 medale)
  - Bydgoszcz 1963 – brązowy medal w biegu na 200 m
  - Szczecin 1965 – brązowy medal w sztafecie 4 × 100 m

## Rekordy życiowe
- bieg na 100 metrów
  - stadion – 10,4 (Kalisz 1963)
- bieg na 200 metrów
  - stadion – 21,4 (Bydgoszcz 1963)